# 全氟三丁胺
全氟三丁胺（Perfluorotributylamine，PFTBA），是一种分子式为C12F27N的氟化物，是一种极具危害的潜在新型温室气体。

## 危害性
PFTBA这类潜在的温室气体对环境具有极大的危害性，其危害性主要表现在两个方面：
1. 全球暖化潜势（GWP）能力强：据多伦多大学化学系研究者发表于《地球物理研究通讯》上的报告分析[1]，当时间跨度为100年时，PFTBA的全球暖化潜势要比二氧化碳强约7100倍。
2. 寿命长：研究者估计它可在大气中存在约500年。不像二氧化碳可以被森林和海洋吸收，而目前并没有那样的天然“水槽”可以吸收PFTBA。因此一旦排入大气，将会长期存在，对环境产生持续而久远的影响。